# Епархия Бунии
Епархия Бунии (лат. Dioecesis Buniaensis) — епархия Римско-Католической Церкви с центром в городе Буниа, Демократическая Республика Конго. Епархия Бунии входит в митрополию Кисангани.

## История
27 июня 1922 года Святой Престол учредил апостольскую префектуру Бунии, выделив её из апостольского викариата Кисангани (ныне — архиепархия Кисангани).
11 декабря 1933 года апостольская префектура Бунии была преобразована в апостольский викариат.
10 ноября 1959 года апостольский викариат Бунии был преобразован в епархию буллой Cum parvulum Римского Папы Иоанн XXIII.

## Ординарии епархии
- епископ Alphonse Joseph Matthijsen (1922 — 1963);
- епископ Gabriel Ukec (1964 — 1984);
- епископ Léonard Dhejju (1984 — 2002);
- епископ Dieudonné Uringi Uuci (2005 — по настоящее время).